# Pepe Gotera y Otilio
Pepe Gotera y Otilio, chapuzas a domicilio est une série espagnole de bandes dessinées illustrée par Francisco Ibáñez, publiée en 1966, qui dépeint les aventures comiques de deux ouvriers maladroits et désastreux.

## Édition

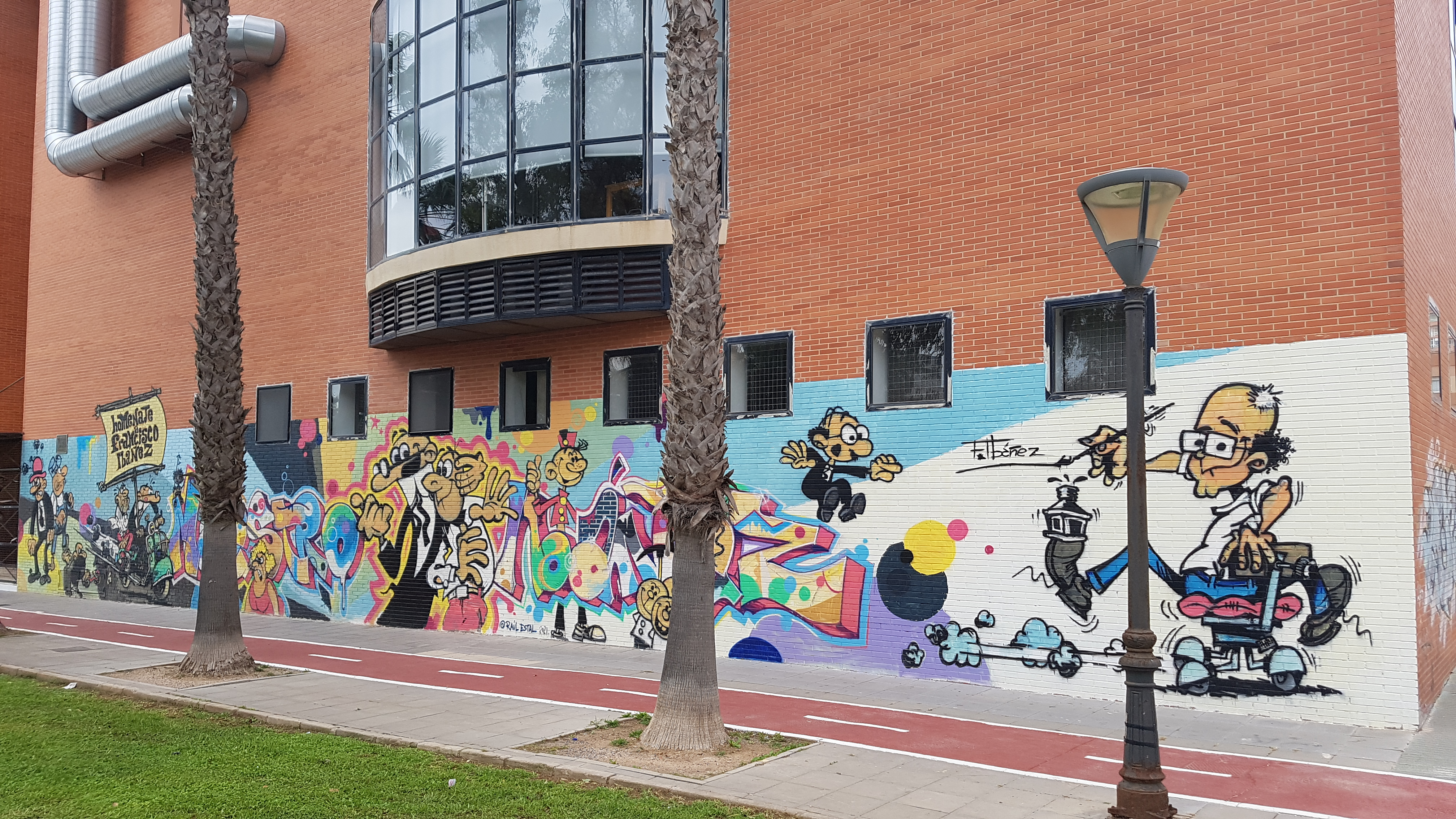
Art mural des personnages de Francisco Ibáñez, en hommage à ce dernier.

La première bande dessinée des chapuzas apparaît le 2 avril 1966 dans le no 269 du magazine Tío Vivo, devenant ainsi l'un des personnages les plus populaires de l'auteur. En 1985, ils ont leur propre revue éphémère homonyme (8 numéros) dans laquelle est publiée la longue bande dessinée apocryphe El castillo de los Pelhamcudy, de Juan Martínez Osete.
Il existe plusieurs compilations de ses bandes dessinées, comme le no 1 de l'ancienne collection Olé (1971) et le no 13 de la section Varios de la nouvelle collection Olé.

## Influence
Plusieurs critiques de télévision ont commenté que la série espagnole Manos a la obra, diffusée sur Antena 3 de 1998 à 2001, est inspirée de cette bande dessinée.